# Lilla Kölnevattnet
Lilla Kölnevattnet är en sjö i Uddevalla kommun i Bohuslän och ingår i Bäveån-Örekilsälvens kustområde.